# Rzymski system zapisywania liczb
Rzymski system zapisywania liczb, zwany też łacińskim – addytywny system liczbowy, w podstawowej wersji używający 7 znaków.

## Sposób zapisu
W systemie rzymskim do zapisu liczb używa się 7 liter: I, V, X, L, C, D, i M z których tworzy się liczby według podanej tabeli:
| 1  | I    |     |      |      |      |      |     |  |  |  |
| 2  | II   | 20  | XX   | 200  | CC   | 2000 | MM  |  |  |  |
| 3  | III  | 30  | XXX  | 300  | CCC  | 3000 | MMM |  |  |  |
| 4  | IV   | 40  | XL   | 400  | CD   |      |     |  |  |  |
| 5  | V    | 50  | L    | 500  | D    |      |     |  |  |  |
| 6  | VI   | 60  | LX   | 600  | DC   |      |     |  |  |  |
| 7  | VII  | 70  | LXX  | 700  | DCC  |      |     |  |  |  |
| 8  | VIII | 80  | LXXX | 800  | DCCC |      |     |  |  |  |
| 9  | IX   | 90  | XC   | 900  | CM   |      |     |  |  |  |
| 10 | X    | 100 | C    | 1000 | M    |      |     |  |  |  |

Standardowo nie istnieją znaki dla liczb większych od 1000, choć można zapisywać większe liczby poprzez zapisanie liczby stukrotnie mniejszej i umieszczenie jej między '| |', np.:
- |MD| = 1500 · 100 = 150 000
- |XL| = 40 · 100 = 4000 (zamiast MMMM)

Innym znakiem pełniącym podobną funkcję jest nadkreślenie (łac. vinculum) oznaczające pomnożenie razy 1000, np.:
- XL = 40 · 1000 = 40 000

Można było też zapisać liczbę 100 000 razy większą, wstawiając nadkreślenie oraz '|', np.:
- |V| = 5 · 100 000 = 500 000

Aby utworzyć liczbę, trzeba zestawić odpowiednie znaki, poczynając od tego oznaczającego liczbę największą do tego oznaczającego liczbę najmniejszą.
Jeżeli składnik liczby, którą piszemy, jest wielokrotnością liczby nominalnej, wtedy zapisywany jest z użyciem kilku następujących po sobie znaków, z zachowaniem zasady, by nie pisać czterech tych samych znaków po sobie (choć dawniej się jej nie stosowało), lecz napisać jeden znak wraz ze znakiem oznaczającym wartość większą o jeden rząd (liczbowy).

## Sposób odczytu

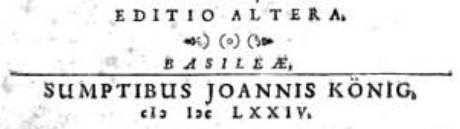
Rok wydania CIƆ IƆ C LXX IV (1674) na karcie tytułowej dzieł zebranych Matthiolego

Cyfry jednakowe są dodawane, cyfry mniejsze stojące przed większymi są odejmowane od nich, cyfry mniejsze stojące za większymi są do nich dodawane.
- MCLXIV = M(1000) + C(100) + L(50) + X(10) – I(1) + V(5) = 1164

Można spotkać zapis, w którym minimalizuje się (ogranicza) liczbę znaków. Np. 1999 to normalnie MCMXCIX, ale można również napisać MIM, choć to drugie jest już jednak modyfikacją.

## Przykłady
- IV = 4
- VII = 7
- XIX = 19
- XL = 40
- XCV = 95
- CM = 900
- MXXV = 1025
- MCMXCV = 1995
- MM = 2000
- MCMLVI = 1956
- MMXI = 2011
- MMMDCCCLXXXVIII = 3888

## Historia

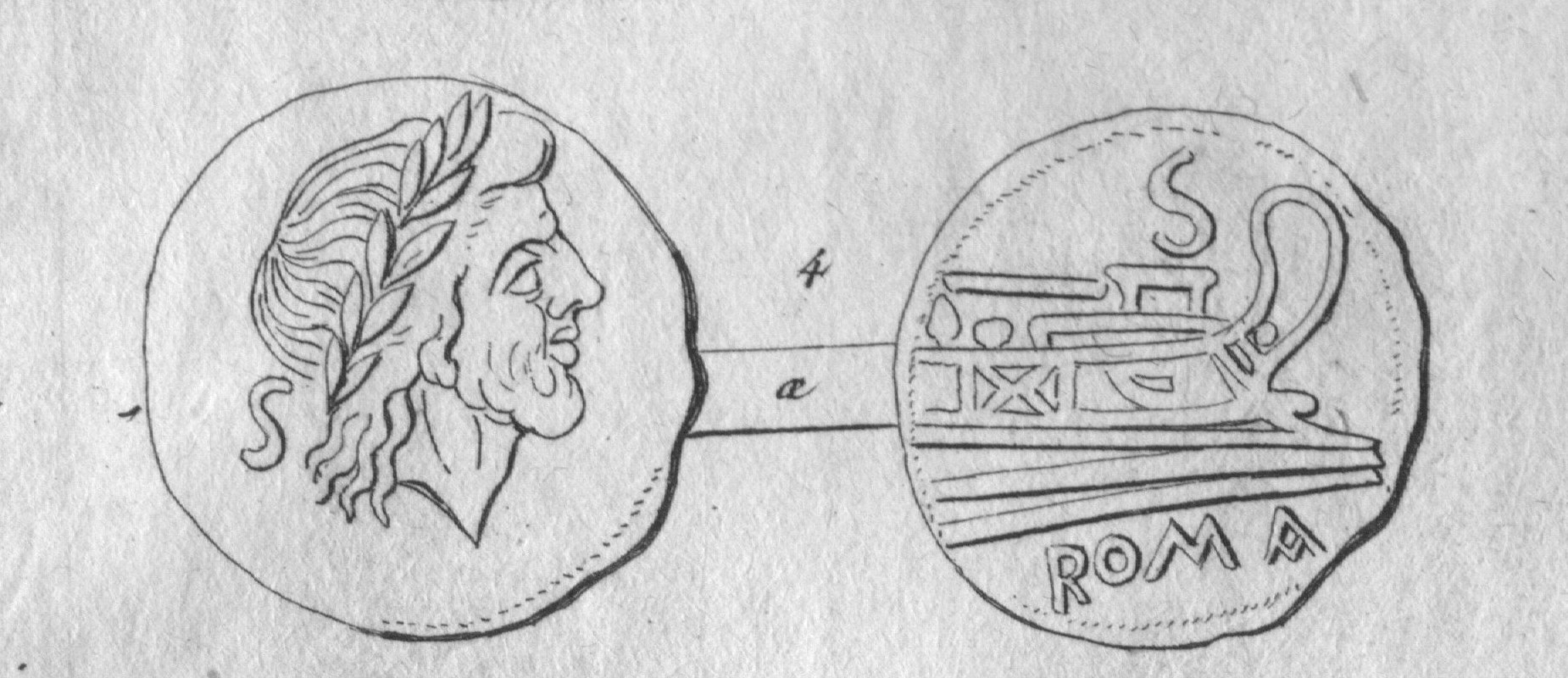
Moneta semis (1/2 lub 6/12 asa). Jej nominał został zapisany za pomocą litery S

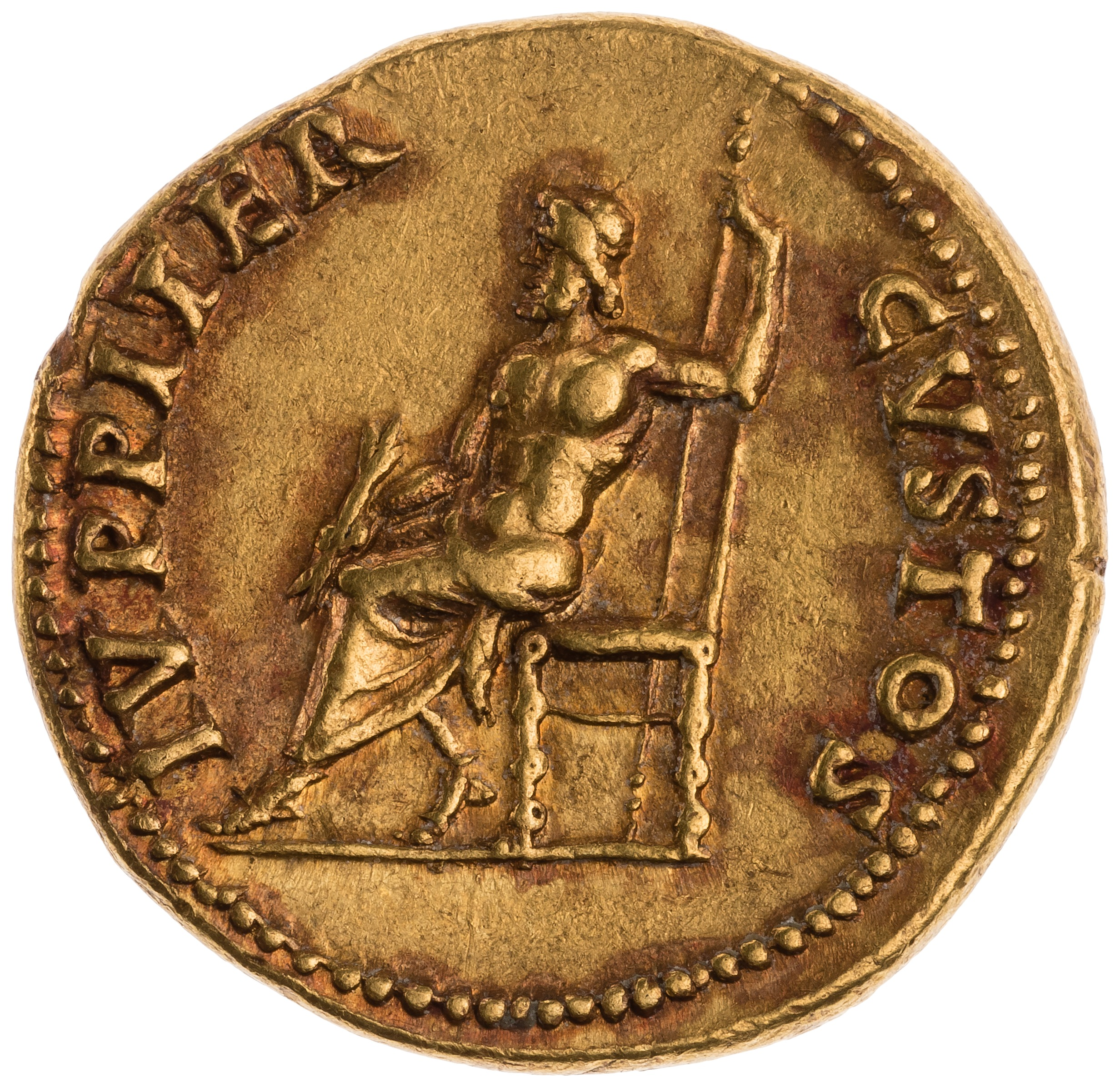
Rewers złotego aureusa z Jowiszem (IVPPITER). 64-65 AD, Rzym

System rzymski zapisywania liczb wykorzystuje cyfry pochodzenia etruskiego, które Rzymianie przejęli i zmodyfikowali ok. 500 p.n.e. Nadaje się on, co prawda, do wygodnego zapisywania liczb, jest jednak niewygodny w prowadzeniu nawet prostych działań arytmetycznych oraz nie pozwala na zapis ułamków (z wyjątkiem 1/2 + całości). Te niewygody nie występują w systemie pozycyjnym.
System rzymski stosowany był w łacińskiej części Europy do końca średniowiecza.

### Dzisiejsze zastosowania
Do dziś system rzymski jest zwyczajowo używany do zapisywania liczb w pewnych szczególnych przypadkach. Na przykład w Polsce zapisuje się cyframi rzymskimi: numery liceów (ale nie szkół podstawowych), klas i lat studiów, tomów, pięter, wydziałów w instytucjach. Zwyczajowo stosuje się czasem liczby rzymskie do lat powstania budowli (na ich frontonach) oraz numeruje rozmaite grupy klasyfikacyjne (szczególnie na ich wyższych poziomach). Cyfry rzymskie stosuje się wobec wydarzeń powtarzanych rokrocznie, gdy są one częścią nazwy na jej początku. Np. XII Festiwal...
Cyfry rzymskie nadal bywają wykorzystywane do oznaczania miesięcy w zapisie daty, mimo upowszechnienia się systemu opartego na cyfrach wyłącznie arabskich. Wykorzystanie zapisu rzymskiego pozwala uniknąć dwuznaczności wywołanych stosowaniem różnych wariantów kolejności poszczególnych członów w zapisie (vide np. popularny w USA sposób podawania najpierw miesięcy, a potem dni, wobec czego zapis „08/11/10” może być rozumiany albo jako 8 listopada, albo 11 sierpnia, natomiast zapis 8 XI 2010 można rozumieć tylko w jeden sposób; przy zapisie z udziałem cyfr rzymskich najczęściej pomija się początkowe 0 przy dniach miesiąca o wartości jednocyfrowej).
Cyfry rzymskie powszechnie stosuje się również w numeracji stuleci (np. XIX wiek – nie dotyczy to tradycji anglosaskiej, gdzie powszechnie stosuje się cyfry arabskie), w imionach władców i papieży (np. Jan Paweł II), nazwach wydarzeń historycznych (II wojna światowa).
Użycie liczby rzymskiej wskazuje też czasami na liczebnik porządkowy.

### Geneza
Geneza poszczególnych znaków:
- M (1000) – z łac. mille – „tysiąc”[2]
- D (500) – być może z czasem M zostało przekształcone (lub na odwrót) w grecki znak Φ, skąd może pochodzić D, będące prawą połową tego znaku.
- C (100) – z łac. centum – „sto”[2]
- L (50) – przypomina (dolną) połowę znaku C (100)
- X (10) – jest zestawieniem dwóch znaków V (5)
- V (5) – pochodzenie znaku V jest niepewne
- I (1) – od pionowej kreski, oznaczającej jeden element

## Warianty zapisu

10 000 ↂ

5000 ↁ

1000 ↀ

### Liczby 5000 i 10 000
Rzymianie do zapisywania liczb poza siedmioma symbolami, które przetrwały do dziś, używali dodatkowo ligatur: ↁ oznaczającej 5000 oraz ↂ oznaczającej 10 000. Dodatkowo stosowano notację pozwalającą zapisywać większe liczby. Wpisanie liczby pomiędzy dwa znaki | oznaczało liczbę stukrotnie większą, a umieszczenie poziomej kreski nad liczbą oznaczało mnożenie przez 1000. Znak ↇ (roman numeral fifty thousand, U+2187) to 50 000, a ↈ (roman numeral one hundred thousand, U+2188) to 100 000.

### Liczba 1000
John Wallis w 1655 roku zaproponował użycie symbolu ↀ, oznaczającego 1000 (zamiennie z M), do oznaczania nieskończoności; później dla wygody ten symbol został zniekształcony do znaku ∞, i od tej pory jest on stosowany w tym właśnie znaczeniu.

### Liczby 0, 0,5 (1/2) i 500
Liczba zero nie posiada własnego znaku w systemie rzymskim, gdyż „nic” nie było powszechnie uważane za wartość liczby. Wartość 0,5 jest reprezentowana przez znak S (łac. Semis – pół) oraz ł (skreślone l).
W typografii XVIII-wiecznej na kartach tytułowych książek spotykany jest wariant zapisu tych liczb z zastosowaniem odwróconej litery C:
- 1000 CIƆ (oprócz M),
- 500 IƆ (oprócz D).

Przyjęte było także (obecnie rzadkość) oddzielanie kropką i spacją części liczby oznaczających tysiące, setki i dziesiątki z jednościami, np. M. DC. LXI = 1661.

### „IIII” na tarczach zegarów

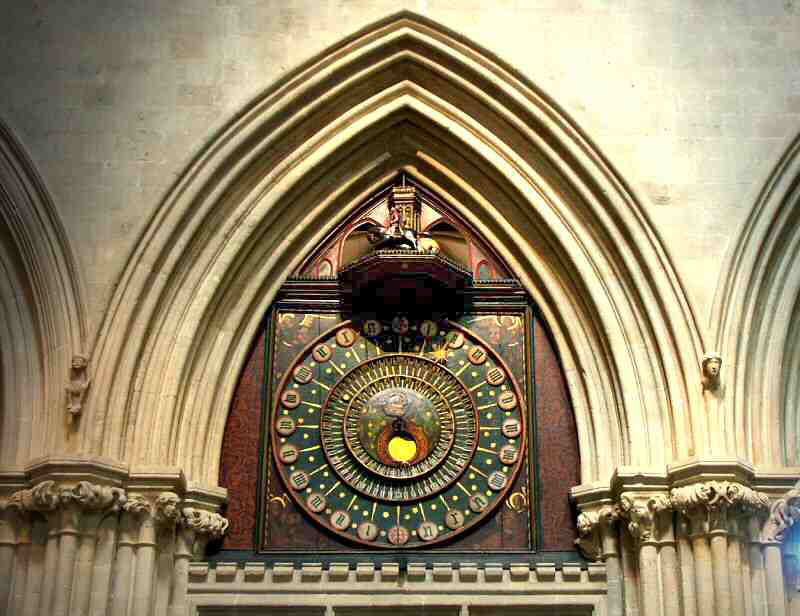
24-godzinna tarcza zegara wewnątrz katedry w Wells

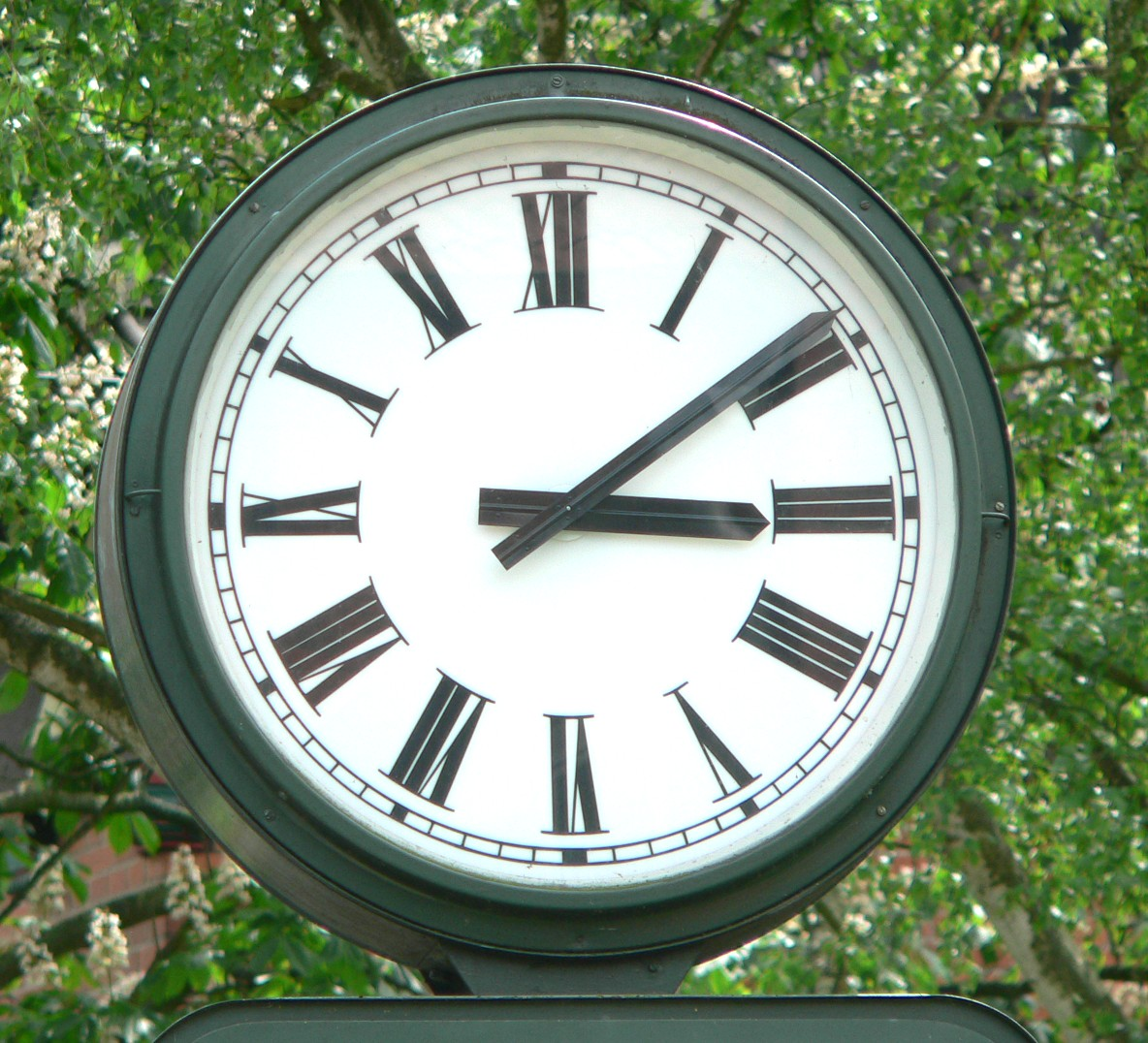
Typowy zegar z opisem liczbami rzymskimi w Bad Salzdetfurth, Niemcy

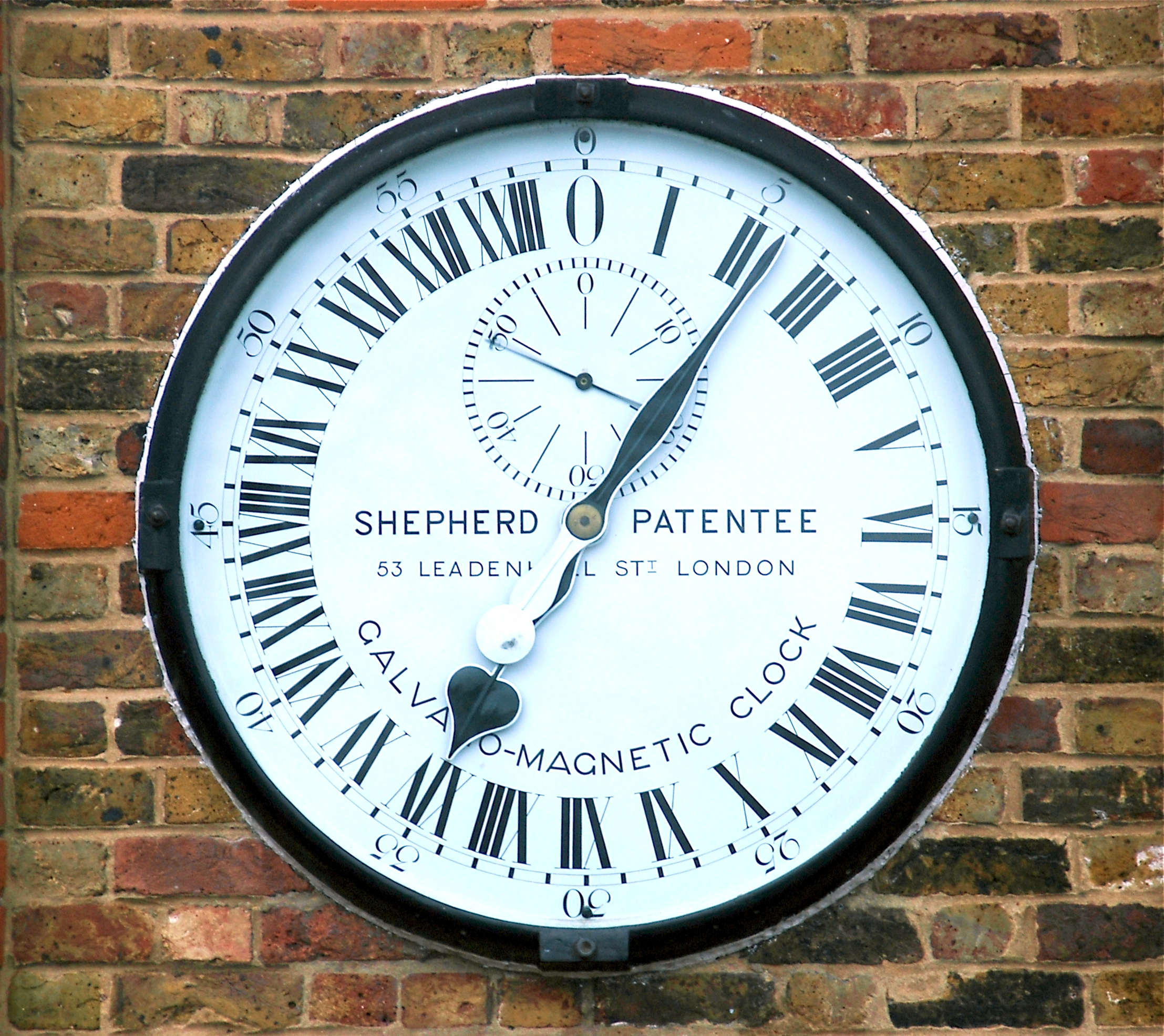
Zegar na Bramie Shepherda w Greenwich z liczbami rzymskimi aż do XXIII (oraz 0)

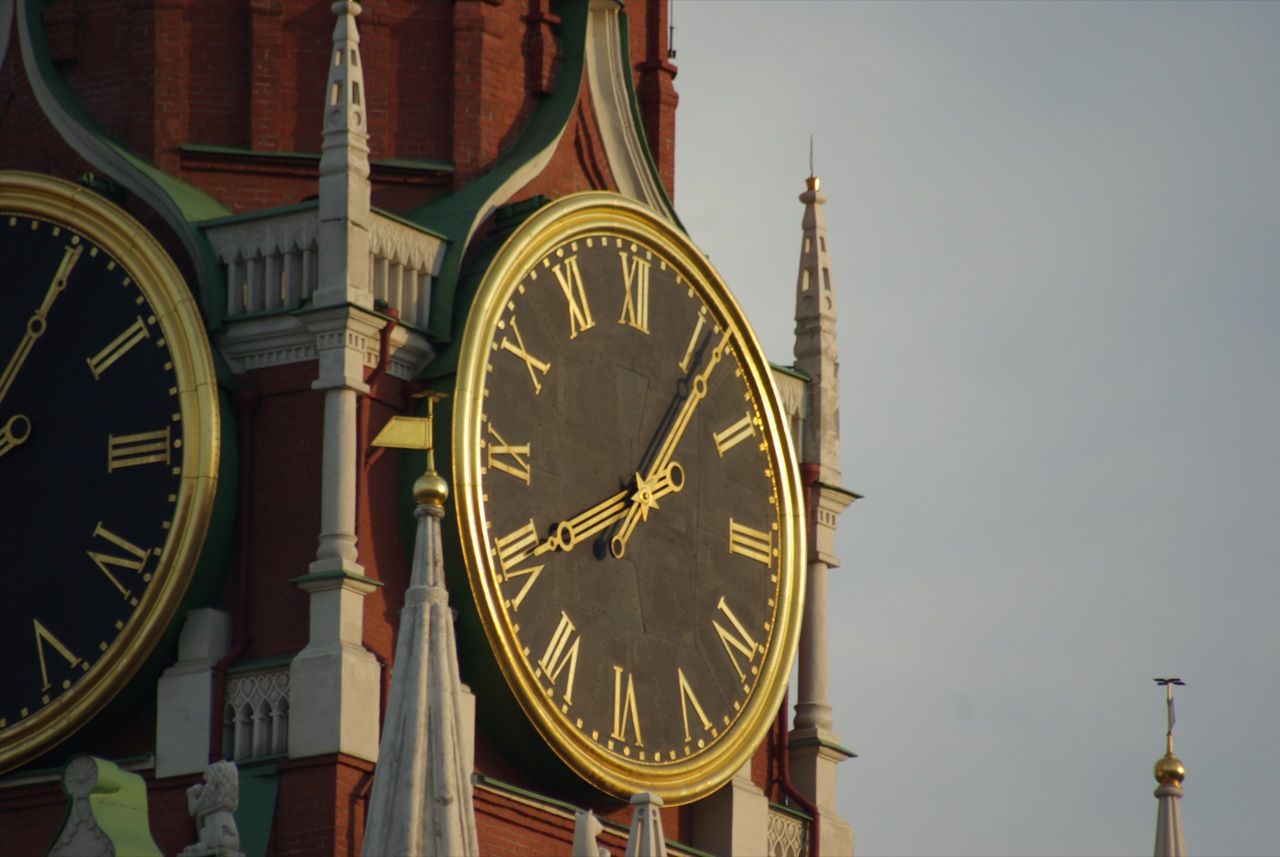
Tarcza zegara Wieży Spaskiej w Moskwie z godziną czwartą oznaczoną 'IV'

Na cyferblatach zegarów opisywanych liczbami rzymskimi tradycyjnie stosuje się oznaczenie IIII dla godziny czwartej zamiast IV, co jest sprzeczne z ogólnie przyjętym systemem zapisu. Istnieje kilka wyjaśnień tego odstępstwa:
- W wielu przypadkach zapis IIII jest stosowany, jako spełnienie kanonu ustanowionego przez najstarszy istniejący zegar znajdujący się w katedrze w Wells, który został wybudowany między 1386 a 1392 rokiem. W tym przypadku użyto zapisu IIII, ponieważ był to w tych czasach powszechny sposób zapisu liczby 4 w manuskryptach (jako iiij lub iiii). W tym zegarze w północnym transepcie świątyni zastosowano niesymetryczną tarczę 24-godzinną, na której godziny opisano liczbami rzymskimi w dwóch 12-godzinnych cyklach, a do opisu minut i faz księżyca użyto cyfr arabskich, przez co teorie o symetrycznej 12-godzinnej tarczy nie mają zastosowania[3].
- Niektórzy sądzą, że zapis IV był unikany, gdyż symbolizował rzymskiego boga Jowisza, którego zapisywano jako IVPPITER. Napis taki jest widoczny na monetach z I wieku n.e.[4]
- Król Francji, Ludwik XIV wolał zapis IIII i tak kazał wykonywać zegary swoim zegarmistrzom, a zapoczątkowany tak zwyczaj ostał się po dziś dzień[5].
- Zapisane za pomocą standardowego zapisu dwa zestawy znaków (IV i VI oraz IX i XI) byłby podobne, co mogłoby prowadzić do łatwych pomyłek ludzi nienawykłych do czytania tradycyjnych cyferblatów.[potrzebny przypis]
- Forma czteroznakowa IIII stwarza wizualną symetrię tarczy wobec VIII po jej drugiej stronie.[potrzebny przypis]
- Wraz z liczbą IIII w sumie na cyferblacie znajduje się dwadzieścia „I”, cztery „V” i cztery „X”[6]. To oznacza, że zegarmistrz potrzebuje tylko jednej formy składającej się ze znaków VIIIIIX, która wykorzystana cztery razy daje wszystkie potrzebne do opisania tarczy znaki. Łatwo można zauważyć pewien schemat:
  - VIII I IX
  - VII III X
  - VI II IIX
  - V IIII IX

IIX i jedno IX po obróceniu o 180° tworzą XII i XI. Zapis 4 jako IV wymaga wytworzenia siedemnastu „I”, pięciu „V” i czterech „X” co wymusza posiadanie więcej niż jednej formy odlewniczej.
- Przy użyciu IIII do opisu pierwszych czterech godzin wykorzystuje się tylko „I”, znak „V” występuje tylko w kolejnych czterech godzinach, a znak „X” znajduje się tylko w opisie ostatnich czterech godzin. To nadaje tarczy symetrii radialnej.[potrzebny przypis]

### Odejmowanie w liczbach rzymskich
Odejmowanie przy zapisywaniu cyframi rzymskimi jak przy zapisie IV czy IX albo XC nie było popularne w zapisie stosowanym przez Rzymian, a upowszechniło się dopiero w średniowieczu.
Obecnie przyjęte jest użycie odejmowania w zapisie liczb:
IV = 4
IX = 9
XL = 40
XC = 90
CD = 400
CM = 900
Dawniej stosowano bardziej złożone odejmowania, np. w zapisie daty MDCXIC = 1689.

### Warianty w ciesielskich znakach montażowych
Dawni cieśle używali często cyfr rzymskich w znakach montażowych, pisząc je kredą, ołówkiem, tłustą kredką (tzw. rudką) albo wycinając je w drewnie. Niektóre z nich zachowały się do dziś na belkach starych budowli. Często był to jednak system nieco zmodyfikowany:
- często IIII oznaczało cyfrę 4,
- VIIII lub IIIIV oznaczało 9,
- XVIIII oznaczało 19,
- w Belgii N oznaczało 50, a X z kreską na dole i na górze – 100,
- czasami stosowano uproszczenia, np. zamiast XX, tworzono jedną kreskę z dwoma poprzecznymi nacięciami albo zamiast XXXV pisano V z trzema nacięciami na jednym wydłużonym ramieniu.